# Cestrum weberbaueri
Cestrum weberbaueri är en potatisväxtart som beskrevs av Francey. Cestrum weberbaueri ingår i släktet Cestrum och familjen potatisväxter. Inga underarter finns listade i Catalogue of Life.